# August Simson

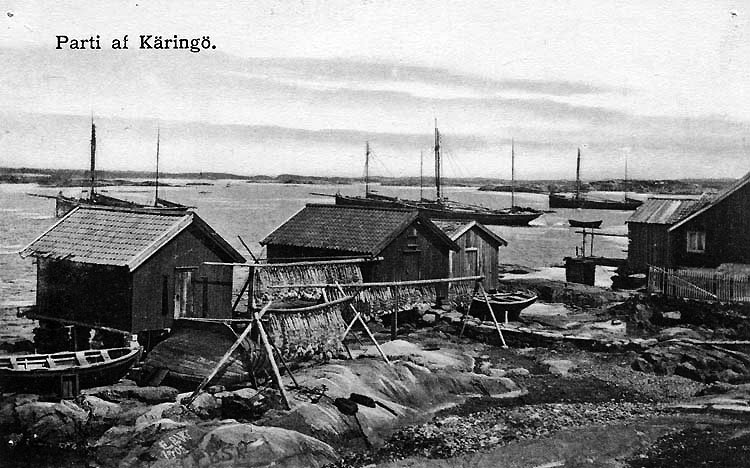
Parti av Käringön omkring 1900.

Laurenz Olof August Simson, född den 13 augusti 1815 i Göteborg, död den 23 maj 1900 på Käringön, Bohuslän, var en svensk kapellpredikant och skollärare, huvudsakligen verksam på Käringön.

## Biografi
Simson var son till urfabrikören Gustaf Simson och Maria Helena Engberg. Han blev föräldralös i tonåren, då först modern avled i lungsot 1828 och därefter fadern, utfattig, fyra år senare. Simson fick försörja sig och avbetala på sina studieskulder genom att ge privatlektioner. 

### Lärartiden
Han blev skollärare och studerade till präst i Uppsala 1837–1839. Prästvigningen i Göteborg 1839 förrättades av biskop Carl Fredrik af Wingård. Simson fick därefter tjänst som vice pastor i Kalvs socken i södra Älvsborgs län och i Hunnestads socken i Halland och en tid som vice komminister i Berghems socken. Den 1 februari 1842 fick han tjänst som förste lärare vid Setheliska skolan i Sätila och var även anställd av församlingen. Han blev där av sin tidigare tjänstepiga Anna Johansdotter utpekad som far till hennes barn. Detta bestred Simson och stämde Anna för förtal. Hennes far stämde då i sin tur Simson för lägersmål, men denne gick värjemålsed på att inte ha haft "köttsligt umgänge" med Anna. Han friades av häradsrätten och slapp betala underhåll.  

### Kapellpredikant på Käringön

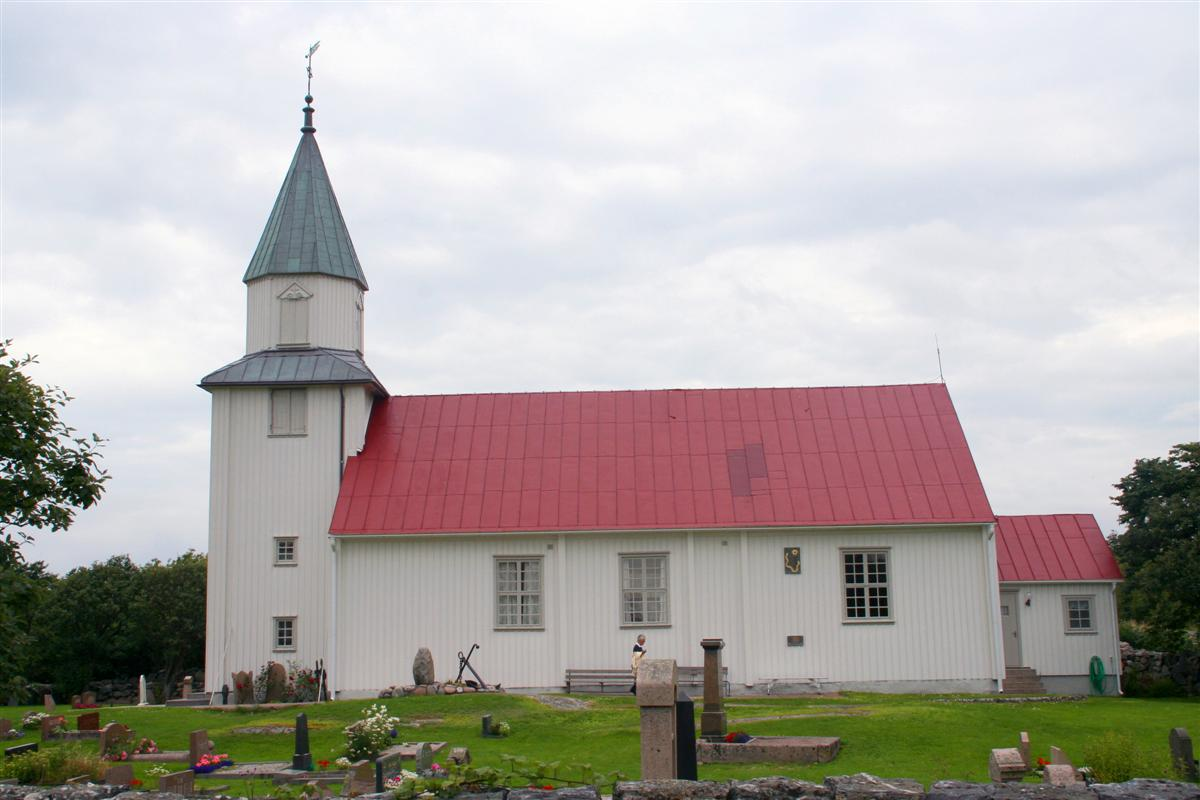
Käringöns kyrka

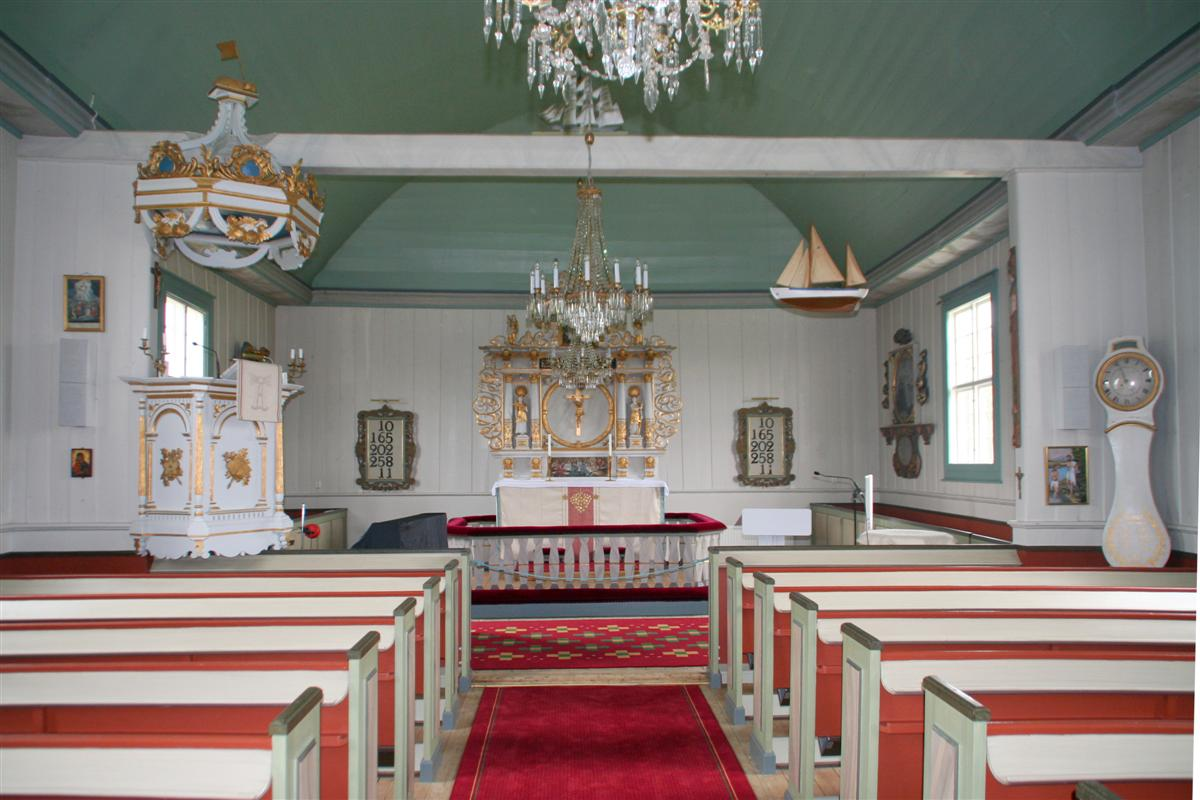
Interiör av Käringöns kyrka

Simson höll provpredikan i Käringöns kyrka i mars 1849 och valdes därefter enhälligt till kapellpredikant. Eftersom han hade både lärare- och prästutbildning, hade han ett försprång framför sina båda konkurrenter, då han ensam kunde upprätthålla båda befattningarna. 
Han gifte sig den 17 december 1850 i Göteborg med den fem år äldre Fredrika Charlotta Lange (1810–1897). Paret fick en son som dock dog innan han hunnit bli två år gammal.

#### Den stränge schartauanen
Simson var schartauan och höll stränga predikningar — vissa söndagar två gånger. Han var en kraftnatur med bestämda åsikter och blev efterhand alltmera konservativ. Han hade särskild makt över kvinnornas själar. För somliga var han en älskad fadersgestalt, medan han för andra var en hatad diktator. Folket skulle fostras enligt stränga moraliska principer. Han svarade även för skolundervisningen, först i prästgården och efter 1862 i öns nybyggda skolhus. Simson stärkte sin makt och han var länge ordförande i skolrådet, kyrkorådet, sockenstämman och fattigvårdsstyrelsen. Han gav även fiskarna råd om fiskberedningen och hade synpunkter på när storsjöfisket skulle börja på våren. 

#### Processioner och nya helgdagar
Utöver ett grundligt firande av de traditionella högtiderna, införde Simson de extra helgdagarna 13 augusti, predikantens födelsedag, 11 oktober, dagen för sin prästvigning samt dagen för sin landstigning på ön. De firades med gudstjänst och extra klockringning. Simson uppskattade processioner och ceremonier och han anskaffade för egna pengar en lila guldbroderad mässhake. Han tilldelades Vasaorden 1887 och lär ha burit den ständigt. Firandet av Simsons 75-årsdag pågick hela dagen från fem på morgonen till tio på kvällen.

#### Offer och tionde
Kapellpredikanten fick sin avlöning genom penningoffer och genom kvoter av fiskelagens lotter. Simson fick den bästa fisken, som sedan såldes. Vid påsk, pingst, fjärde böndagen och jul offrade församlingsborna minst en riksdaler. Han införde även den nya seden att en nyfödd skulle ha tolv faddrar istället för som tidigare fyra. Varje fadder måste offra liksom föräldrarna vid dop och konfirmation.

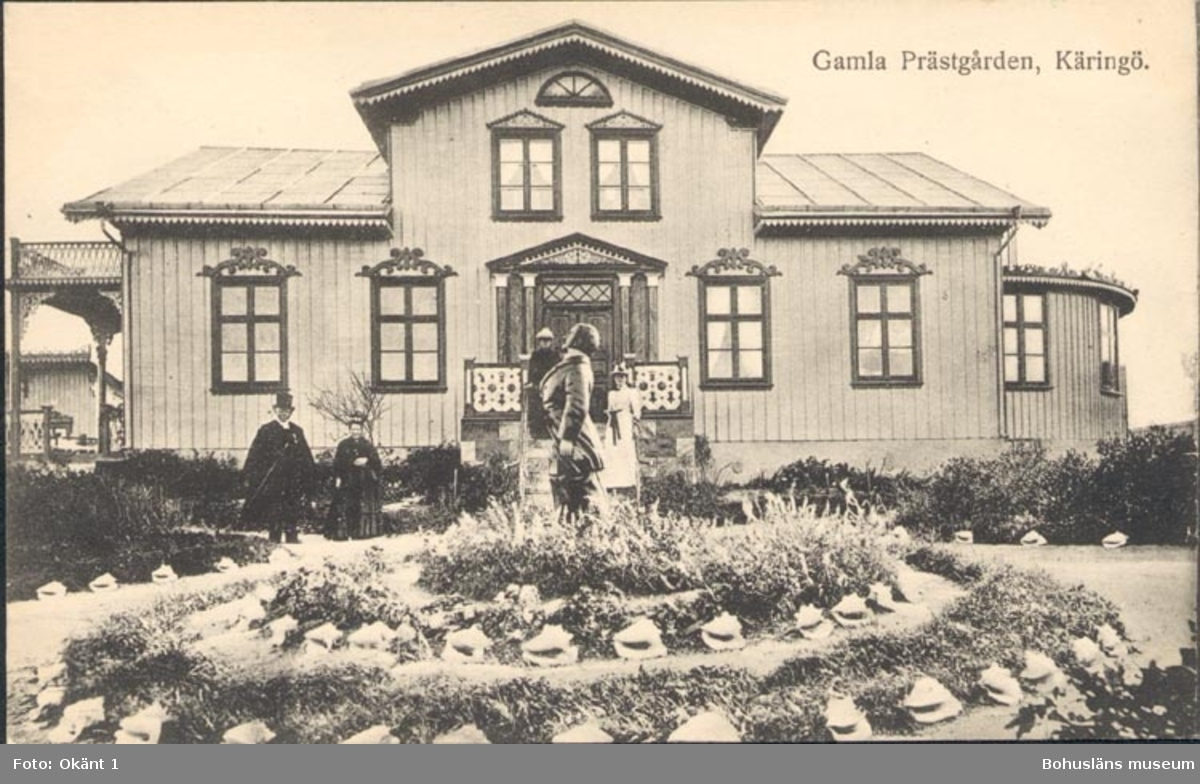
Prästgården på vykort i slutet av 1890-talet.

#### Ny prästgård
Den gamla prästgården var i dåligt skick och då församlingen inte hade råd att bygga en ny, lät Simson 1877 uppföra en för egna medel. Den finns ännu kvar, högt belägen, med utsikt över ön. Han stipulerade i sitt testamente vad som skulle ske med fastigheten efter hans död. Den drivs idag av Stiftelsen Simsons prästgård.

#### Namnbyten
Församlingsbor med son-namn fick nya namn av Simson, ofta Västerberg, Österberg, Nordberg eller Söderberg beroende på i vilket väderstreck de var bosatta. Han bestämde ofta även förnamn på barnen, inte sällan ovanliga och bibliska namn.

#### Äktenskap
Äktenskap, som Simson ansåg olämpliga, avstyrktes. Han ansåg sig ofta bäst kunna avgöra vilka som passade ihop och åtminstone en gång 1852 vägrade han att förrätta vigsel.

#### Alkoholmissbruket
Under 1800-talet var superiet i Sverige stort och allmänt utbrett, så även i Bohusläns skärgård. Det påstås ha funnit fyra eller fem lönnkrogar på ön då Simson anlände dit och han var avgörande för deras stängning. Förbudet mot husbehovsbränningen och andra lagstadgade restriktioner på 1850-talet bidrog till större nykterhet.

#### Matjord
Käringön var fattig på matjord, men Simson ville ha en trädgård och församlingsborna, främst kvinnorna, fraktade i många år matjord från andra öar och från fastlandet till pastorns trädgård och blomrabatter och även till kyrkogården.

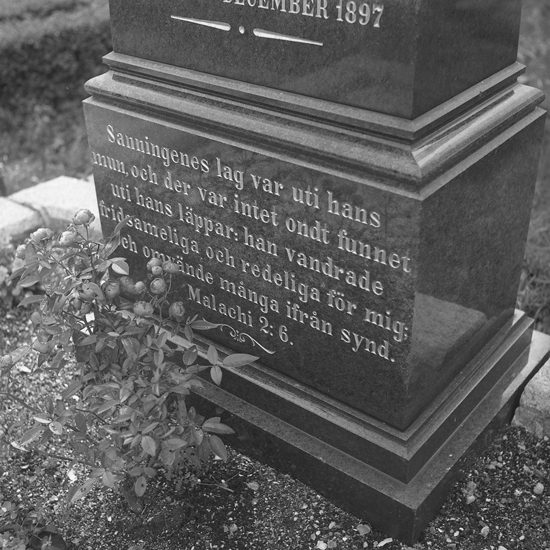
Simsons gravsten.

#### Graven
Simson avled 1900 och på sin gravsten hade han låtit hugga in följande inskription:
| ”             | Härunder vilar den förgängliga delen af pastorn och ordensledamoten LAURENZ OLOF AUGUST SIMSON --- Sanningens lag var uti hans mun, och der var intet ondt funnet uti hans läppar: han vandrade fridsameliga och redeliga för mig och omvände många från synd. | „ |
| – Malachi 2:6 | |   |

Makarna Simson är begravda på Käringöns kyrkogård.

## Externa webbplatser
- Stiftelsen Simsons prästgård